# Heyday (Fairport Convention)
Heyday: the BBC Radio Sessions 1968–69 è un album del gruppo musicale britannico folk rock Fairport Convention pubblicato per la prima volta nel 1987. Come indica il titolo, si compone di versioni live di brani musicali registrati per il programma radiofonico Top Gear di John Peel.
L'album è stato ripubblicato nel 2002 con l'aggiunta di 8 brani dall'etichetta Island Remasters.